# Николов, Минко
Минко Николов Николов (болг. Минко Николов Николов; 2 апреля 1929, Троян — 31 декабря 1966, София) — болгарский литературный критик и историк, исследователь современной западноевропейской литературы, переводчик.

## Биография
Родился 2 апреля 1929 года в Трояне. Окончил в 1948 году гимназию Трояна, в 1951 году — филологический факультет Софийского университета. Защитил диссертацию по творчеству Христо Смирненского. Первые статьи и рецензии печатал в 1948 году в изданиях «Студентска трибуна», «Народна младеж» и «Литературен фронт». С 1955 года работал в редакции газеты «Литературен фронт». Редактор издательства «Български писател» (1958—1959), научный сотрудник Института литературы Болгарской академии наук (1959) и старший научный сотрудник (1962). В 1956—1957 годах читал лекции по болгарской литературе в Берлинском университете Гумбольдта.
Николов изучал творчество таких писателей и поэтов, как Христо Смирненский, Антон Страшимиров, Георгий Райчев, Христо Ясенов и Бертольт Брехт. Осмыслял философские и эстетические новые явления в западноевропейском романе, включая оценку текущей литературной жизни. Редактор «Стихотворений» Пеньо Пенева (1960), «Сочинений в семи томах» Антона Страшимирова (1962) и сборника «Антон Страшимиров». Переводчик произведений Бертольта Брехта на болгарский.
Скончался 31 декабря 1966 года в Софии.